# Чарівний камінь
«Чарівний камінь» («Noiakivi») — радянський дитячий семисерійний телефільм-казка 1979 року, знятий режисером Уно Лейесом на Естонському телебаченні.

## Сюжет
В одному, здавалося б, досить звичайному лісі живуть бабуся-кролик Сабіне, бабуся-вовк Сусі Зуузі та бабуся-ведмідь Адельхейд разом зі своїми онуками Мааре, Суло та Тайсі. Неподалік їхніх будинків посеред лісової галявини стоїть сірий моховий камінь, який нічим не зрадить свою таємницю випадковому перехожому.

## У ролях
- Катрін Карісма-Крум — бабуся Сабійне, зайчиха
- Естер Паюсоо — Мааре, зайченя
- Астрід Лепа — бабуся Адельхейд, ведмідь
- Малле Пярн — Тайсі, ведмежа
- Вілья Пальм — Сусі Зуузі, бабуся-вовк
- Атс Йоорітс — вовченя Суло
- Еріх Рейн — Ропка, вартовий
- Велло Війсімаа — кам'яна відьма

## Знімальна група
- Режисер — Уно Лейес
- Сценарист — Хельо Мянд
- Оператори — Томас Юргенс, Прійт Мурусалу, Арві Пюсс, Пееп Лаансалу, Хейкі Террас, Рейн Спулге, Вайдо Саар
- Композитор — Тиніс Кирвітс
- Художник — Тійу Юбі